# The Fifth Column and the First Forty-Nine Stories

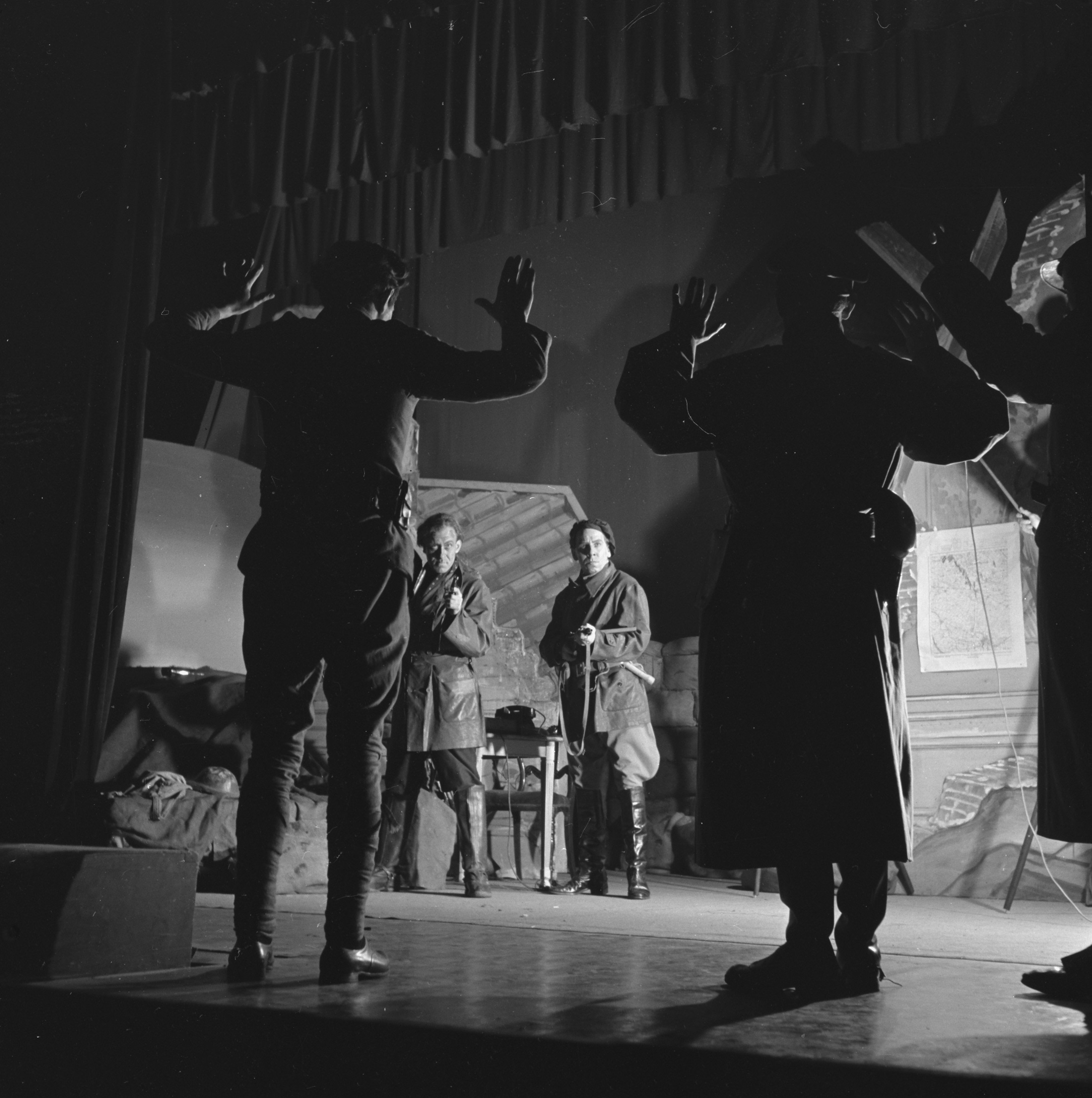
Opvoering van Hemingway's toneelstuk De vijfde colonne in Nederland (nov. 1945)

The Fifth Column and the First Forty-Nine Stories is een bloemlezing van geschriften van Ernest Hemingway die door Scribner's is gepubliceerd op 14 oktober 1938. Deze anthologie bevat Hemingways enige toneelstuk, The Fifth Column, en 49 korte verhalen. 
Veel van de verhalen zijn ook opgenomen in andere collecties, zoals In Our Time, Men Without Women, Winner Take Nothing en The Snows of Kilimanjaro. Enkele belangrijke verhalen uit de verzameling zijn vrij kort. Het boek bevat ook een aantal langere verhalen, waaronder The Snows of Kilimanjaro en The Short Happy Life of Francis Macomber.